# Conservatoire botanique national de Porquerolles
Le Conservatoire botanique national méditerranéen de Porquerolles a été créé le 15 février 1979. Il a été agréé « Conservatoire botanique national » en 1990.

## Missions
- Inventaires de la flore et des milieux naturels
- Protection des espèces
- Expertises
- Information et pédagogie

Il intervient sur l'ensemble des régions méditerranéennes françaises : Languedoc-Roussillon, Provence-Alpes-Côte d'Azur hors départements des Hautes-Alpes et Alpes de Haute Provence concernés par le conservatoire botanique national alpin.

## Antenne de Montpellier
Le Conservatoire Botanique National méditerranéen (Porquerolles) possède une antenne régionale à Montpellier, logée au 2e étage de l'Institut de Botanique.